# Пътуване към Йерусалим
„Пътуване към Йерусалим“ е български игрален филм (драма) от 2004 година на режисьора Иван Ничев, по сценарий на Юрий Дачев. Оператор е Георги Николов. Музиката във филма е композирана от Стефан Димитров.

## Сюжет
В продължение на две години от 1939 до 1940 – хиляди евреи от Централна Европа успяват да избегнат смъртта като използват България като коридор, преди да бъдат затворени границите. Съдбата подготвя срещата на две еврейски деца с пътуваща актьорска трупа и от този момент започва българският път към тяхното оцеляване.

## Актьорски състав
- Елена Петрова
- Александър Морфов
- Васил Василев-Зуека – Сами
- Татяна Лолова - Тереза
- Георги Русев
- Рени Врангова
- Христо Гърбов
- Симона Стайкова
- Китодар Тодоров
- Николай Урумов – родолюбецът
- Благое Николич
- Диян Мачев

## Награди
- Наградата на СБФД за най-добър режисьор на Иван Ничев, „ЗЛАТНАТА РАКЛА“, (Пловдив, 2003).